# UGT1A7
UDP-glukuronoziltransferaza 1 familija, polipeptid A7 je enzim koji je kod ljudi kodiran genom UGT1A7.

## Literatura
- Tukey RH, Strassburg CP (2000). „Human UDP-glucuronosyltransferases: metabolism, expression, and disease”. Annual Review of Pharmacology and Toxicology. 40: 581—616. PMID 10836148. doi:10.1146/annurev.pharmtox.40.1.581.
- Guillemette C, Ritter JK, Auyeung DJ, Kessler FK, Housman DE (октобар 2000). „Structural heterogeneity at the UDP-glucuronosyltransferase 1 locus: functional consequences of three novel missense mutations in the human UGT1A7 gene”. Pharmacogenetics. 10 (7): 629—44. PMID 11037804. doi:10.1097/00008571-200010000-00006.
- Gong QH, Cho JW, Huang T, Potter C, Gholami N, Basu NK, Kubota S, Carvalho S, Pennington MW, Owens IS, Popescu NC (јун 2001). „Thirteen UDPglucuronosyltransferase genes are encoded at the human UGT1 gene complex locus”. Pharmacogenetics. 11 (4): 357—68. PMID 11434514. doi:10.1097/00008571-200106000-00011.
- King CD, Rios GR, Green MD, Tephly TR (септембар 2000). „UDP-glucuronosyltransferases”. Current Drug Metabolism. 1 (2): 143—61. PMID 11465080. doi:10.2174/1389200003339171.
- Zheng Z, Park JY, Guillemette C, Schantz SP, Lazarus P (септембар 2001). „Tobacco carcinogen-detoxifying enzyme UGT1A7 and its association with orolaryngeal cancer risk”. Journal of the National Cancer Institute. 93 (18): 1411—8. PMID 11562393. doi:10.1093/jnci/93.18.1411 .
- Vogel A, Kneip S, Barut A, Ehmer U, Tukey RH, Manns MP, Strassburg CP (новембар 2001). „Genetic link of hepatocellular carcinoma with polymorphisms of the UDP-glucuronosyltransferase UGT1A7 gene”. Gastroenterology. 121 (5): 1136—44. PMID 11677206. doi:10.1053/gast.2001.28655 .
- Strassburg CP, Vogel A, Kneip S, Tukey RH, Manns MP (јун 2002). „Polymorphisms of the human UDP-glucuronosyltransferase (UGT) 1A7 gene in colorectal cancer”. Gut. 50 (6): 851—6. PMC 1773251 . PMID 12010889. doi:10.1136/gut.50.6.851.
- Vogel A, Ockenga J, Ehmer U, Barut A, Kramer FJ, Tukey RH, Manns MP, Strassburg CP (јул 2002). „Polymorphisms of the carcinogen detoxifying UDP-glucuronosyltransferase UGT1A7 in proximal digestive tract cancer”. Zeitschrift für Gastroenterologie. 40 (7): 497—502. PMID 12122597. doi:10.1055/s-2002-32805.
- Köhle C, Möhrle B, Münzel PA, Schwab M, Wernet D, Badary OA, Bock KW (мај 2003). „Frequent co-occurrence of the TATA box mutation associated with Gilbert's syndrome (UGT1A1*28) with other polymorphisms of the UDP-glucuronosyltransferase-1 locus (UGT1A6*2 and UGT1A7*3) in Caucasians and Egyptians”. Biochemical Pharmacology. 65 (9): 1521—7. PMID 12732365. doi:10.1016/S0006-2952(03)00074-1.
- Ockenga J, Vogel A, Teich N, Keim V, Manns MP, Strassburg CP (јун 2003). „UDP glucuronosyltransferase (UGT1A7) gene polymorphisms increase the risk of chronic pancreatitis and pancreatic cancer”. Gastroenterology. 124 (7): 1802—8. PMID 12806614. doi:10.1016/s0016-5085(03)00294-4 .